# Maupasellidae
Famille
Synonymes
- Acanthophryinae ,
- Maupasellinae.

Les Maupasellidae sont une famille de Ciliés de la classe des Oligohymenophorea et de l’ordre des Astomatida.

## Étymologie
Le nom de la famille vient du genre type Maupasella, dédié au zoologiste français Émile Maupas.

## Description
Les Maupasellidae ont une taille petite à moyenne. Leur forme est cylindrique, arrondie aux deux extrémités. Ils nagent librement dans leur milieu de vue. Leur ciliation somatique est holotriche (c. à d. homogène), non dense. Ils présentent des fibres cytosquelettiques relativement courtes, se terminant par une petite épine d'attache antérieure, qui peut être fixe ou mobile. Leur division se fait de façon isotomique ou anisotomique, parfois avec caténulation (c. à d. en formant de petites chaines). Leur macronoyau est allongé, en forme de ruban, rarement ramifié. Un micronoyau est présent. Les vacuoles contractiles sont disposées sur une ou deux rangées.

## Distribution
Les Maupasellidae vivent dans des habitats d'eau douce et terrestres, en tant qu'endosymbiontes, dans les intestins de vers annélides oligochètes et de sangsues.

## Liste des genres
Selon GBIF (29 août 2023) :
- Acanthophrya Heidenreich, 1935
- Maupasella Cépède, 1910
  - Genre synonyme : Schultzellina Cépède, 1910
  - Espèce type : Maupasella nova Cépède, 1910

Selon Lynn (2010) :
- Acanthophrya Heidenreich, 1935
- Buchneriella Heidenreich, 1935
- Georgevitchiella de Puytorac, 1957
- Maupasella Cépède, 1910

## Systématique
Le nom valide de ce taxon est Maupasellidae Cépède, 1910.